# Тиранны-плоскоклювы
Тиранны-плоскоклювы (лат. Rhynchocyclus) — род воробьиных птиц из семейства тиранновых.

## Список видов
В состав рода включают 5 видов:
- Rhynchocyclus aequinoctialis (P.L.Sclater, 1858)
- Rhynchocyclus brevirostris (Cabanis, 1847) — Очковый тиранн-плоскоклюв
- Rhynchocyclus fulvipectus (P.L.Sclater, 1860) — Желтогрудый тиранн-плоскоклюв
- Rhynchocyclus olivaceus (Temminck, 1820) — Оливковый тиранн-плоскоклюв
- Rhynchocyclus pacificus (Chapman, 1914)